# Álvaro Ferreira
Álvaro Ferreira (1405? — Coimbra, 1444) foi o 33.º bispo de Coimbra, diocese que governou de 1431 a 1444.

## Biografia
Era filho de Martim Ferreira, Senhor do Casal de Cavaleiros de juro e herdade, e de sua mulher Violante Afonso da Cunha. Foi irmão de Aires Ferreira, Senhor da Casa de Cavaleiros de juro e herdade, e tio materno do navegador Diogo de Teive. Com sua prima Luísa do Carvalhal teve filhos naturais, entre os quais D. Frei Gonçalo Ferreira, Abade de Alcobaça.